# Charles Boustany
Charles William Boustany, Jr. (Lafayette, 21 febbraio 1956) è un politico e chirurgo statunitense, membro della Camera dei Rappresentanti per lo stato della Louisiana dal 2005 al 2017.

## Biografia
Boustany nacque in una famiglia di origini libanesi; il padre era il coroner della Parrocchia di Lafayette e lui crebbe insieme a nove fratelli e sorelle.
Dopo gli studi all'Università della Louisiana, Boustany divenne un cardiochirurgo e ottenne un posto in un grande ospedale di New Orleans.
Nel 2004 Boustany si candidò alla Camera dei Rappresentanti e affrontò ai ballottaggi l'ex sindaco di Lake Charles, la democratica Willie Mount. Alla fine Boustany sconfisse la Mount con il 55% dei voti contro il suo 45% e approdò al Congresso.
Boustany fu poi riconfermato per altri mandati negli anni successivi. Nel 2012 cambiò distretto e concorse per la rielezione contro il collega in carica Jeff Landry. Boustany riuscì a battere Landry, anche se fu necessario un ballottaggio.
Nel 2016 non chiese la rielezione alla Camera, candidandosi invece al Senato. Tuttavia i voti raccolti nelle primarie non gli consentirono di accedere al ballottaggio e fu così costretto a lasciare il Congresso dopo dodici anni.